# Fain-lès-Montbard
Fain-lès-Montbard és un municipi francès, situat al departament de la Costa d'Or i a la regió de Borgonya - Franc Comtat. L'any 2007 tenia 274 habitants.

## Demografia

### Població
El 2007 la població de fet de Fain-lès-Montbard era de 274 persones. Hi havia 115 famílies, de les quals 24 eren unipersonals (12 homes vivint sols i 12 dones vivint soles), 55 parelles sense fills, 28 parelles amb fills i 8 famílies monoparentals amb fills.
La població ha evolucionat segons el següent gràfic:
Habitants censats

### Habitatges
El 2007 hi havia 132 habitatges, 115 eren l'habitatge principal de la família, 7 eren segones residències i 10 estaven desocupats. 127 eren cases i 6 eren apartaments. Dels 115 habitatges principals, 104 estaven ocupats pels seus propietaris, 5 estaven llogats i ocupats pels llogaters i 6 estaven cedits a títol gratuït; 3 tenien dues cambres, 16 en tenien tres, 28 en tenien quatre i 69 en tenien cinc o més. 99 habitatges disposaven pel capbaix d'una plaça de pàrquing. A 49 habitatges hi havia un automòbil i a 58 n'hi havia dos o més.

### Piràmide de població
La piràmide de població per edats i sexe el 2009 era:
| Homes | Edats   | Dones |
| ----- | ------- | ----- |
| 0     | 95 o +  | 0     |
| 0     | 90 a 94 | 4     |
| 4     | 85 a 89 | 0     |
| 0     | 80 a 84 | 8     |
| 0     | 75 a 79 | 4     |
| 12    | 70 a 74 | 8     |
| 4     | 65 a 69 | 4     |
| 0     | 60 a 64 | 0     |
| 20    | 55 a 59 | 4     |
| 16    | 50 a 54 | 28    |
| 24    | 45 a 49 | 28    |
| 4     | 40 a 44 | 12    |
| 4     | 35 a 39 | 0     |
| 0     | 30 a 34 | 4     |
| 12    | 25 a 29 | 8     |
| 24    | 20 a 24 | 8     |
| 20    | 15 a 19 | 20    |
| 0     | 10 a 14 | 4     |
| 4     | 5 a 9   | 0     |
| 0     | 0 a 4   | 4     |

## Economia
El 2007 la població en edat de treballar era de 182 persones, 134 eren actives i 48 eren inactives. De les 134 persones actives 126 estaven ocupades (67 homes i 59 dones) i 8 estaven aturades (4 homes i 4 dones). De les 48 persones inactives 24 estaven jubilades, 9 estaven estudiant i 15 estaven classificades com a «altres inactius».

### Ingressos
El 2009 a Fain-lès-Montbard hi havia 128 unitats fiscals que integraven 311,5 persones, la mediana anual d'ingressos fiscals per persona era de 18.475 €.

### Activitats econòmiques
Dels 24 establiments que hi havia el 2007, 1 era d'una empresa de fabricació d'altres productes industrials, 4 d'empreses de construcció, 12 d'empreses de comerç i reparació d'automòbils, 2 d'empreses d'hostatgeria i restauració, 4 d'empreses de serveis i 1 d'una empresa classificada com a «altres activitats de serveis».
Dels 9 establiments de servei als particulars que hi havia el 2009, 4 eren tallers de reparació d'automòbils i de material agrícola, 1 taller d'inspecció tècnica de vehicles, 2 paletes, 1 electricista i 1 empresa de construcció.
L'únic establiment comercial que hi havia el 2009 era una floristeria.

## Equipaments sanitaris i escolars
El 2009 hi havia una escola elemental integrada dins d'un grup escolar amb les comunes properes formant una escola dispersa.

## Poblacions més properes
El següent diagrama mostra les poblacions més properes.